# Posca
La posca era una bevanda in uso nell'antica Roma che, per via della sua economicità, era diffusa presso il popolo e i legionari. La si ricavava miscelando acqua e aceto di vino, ottenendo così una bevanda dissetante, leggermente acida. Per migliorarne il sapore, potevano essere aggiunte spezie e miele.

## Testimonianze storiche

### De re coquinaria
Marco Gavio Apicio, a cui è attribuito uno dei più famosi trattati sulla cucina dell'antica Roma, il De re coquinaria (testo integrale su Wikisource) utilizza la posca come ingrediente di alcune sue ricette.
(Apicio, De re coquinaria, liber IV, I, 1)
(Apicio, De re coquinaria, liber IV, I, 3)

### Morte di Gesù
Quando a Gesù, agonizzante sulla croce, venne offerto aceto dai soldati romani, probabilmente si trattava proprio di questa bevanda: questo indurrebbe a ritenere che essi abbiano compiuto un atto misericordioso e non un accanimento nei suoi confronti.
(Vangelo di Giovanni, 19,28-30)